# Noworossijsk (Schiff, 1982)
Die Noworossijsk (russisch Новороссийск) war ein Flugdeckkreuzer des Projekts 1143 der sowjetischen Marine, der zwischen 1982 und 1991 in Dienst stand und 1997 abgebrochen wurde.

## Geschichte
Das Schiff wurde am 24. Juni 1975 in die Flottenliste der Sowjetunion aufgenommen und am 30. September 1975 von Werft 444 in Nikolajew auf Kiel gelegt. Es mussten beim Bau einige Änderungen gegenüber den beiden Vorgängerschiffen umgesetzt werden. So wurde die Zahl der mitgeführten Luftfahrzeuge um zwei erhöht und das Flugdeck verstärkt, um auch schwere Transporthubschrauber tragen zu können. Das Schiff war mit einem Schleppsonargerät ausgerüstet und sollte statt der Osa-Flugabwehrraketen seiner beiden Schwesterschiffe modernere 3K95-Kinschal erhalten. Da diese zur Zeit der Ausrüstung des Schiffes noch nicht verfügbar waren, fehlte das zunächst zweite Luftabwehrraketensystem.
Das Schiff wurde nach seiner Indienststellung 1982 zunächst der Schwarzmeerflotte zugeteilt, verlegte aber bereits im nächsten Jahr nach Seweromorsk zur Nordflotte.
Nachdem die  Noworossijsk an mehreren Übungen teilgenommen hatte, wurde sie 1984 im Zuge einer Reise mit mehreren Aufenthalten in Afrika zur Pazifikflotte nach Wladiwostok verlegt.
Wegen Kürzungen im Militärhaushalt wurde die Noworossijsk 1991 zunächst eingemottet. 1993 wurde das Schiff durch einen Brand im Maschinenraum so schwer beschädigt, dass es 1994 ausgemustert wurde. Es wurde demilitarisiert und nach Südkorea verkauft, wo es 1997 in Pohang abgewrackt wurde.